# وحدة مروحة تصفية

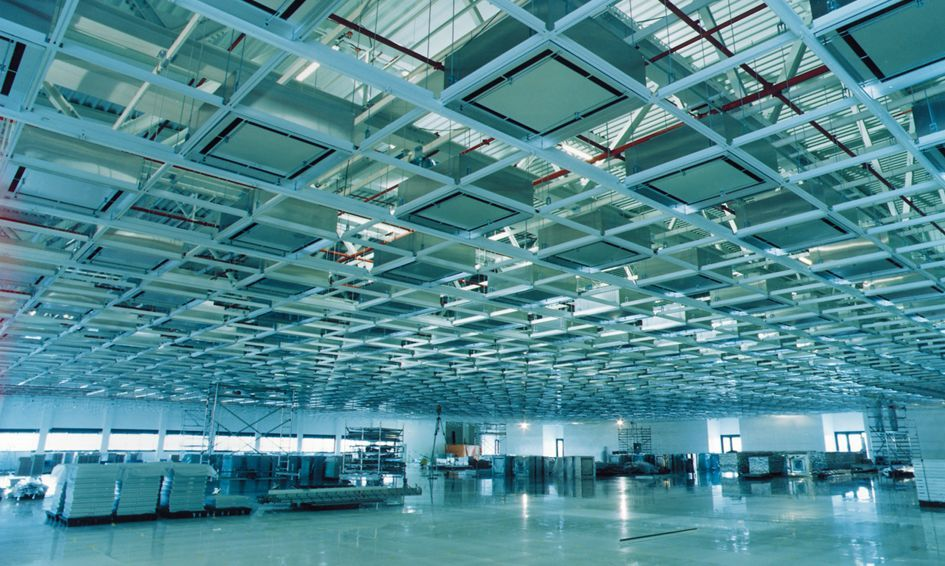

وحدة مروحة التصفية أو وحدة التصفية ذات المروحة، نوع من تجهيزات تصفية الهواء ذات المحرك. تستخدم لتنقية الهواء للغرف النظيفة والمختبرات والمنشآت الطبية والبيئات الصغرية (الميكروية) عن طريق إزالة الجسيمات المؤذية العالقة في الهواء من الهواء المعاد تدويره. تركب هذه الوحدات ضمن شبكة سقف النظام أو أرضيته. تتطلب الغرف النظيفة الكبيرة عددًا أكبر من وحدات مراوح التصفية بما يتناسب مع حجمها، ما يتراوح في بعض الحالات من عدة مئات إلى عدة آلاف. تحوي الوحدات غالبًا مصافيها الأولية الخاصة، مصفاة هيبّا ومروحة توزيع هواء متحكم بها داخليًّا.

## التصميم
تصنع وحدات مراوح التصفية عادةً بهياكل فولاذية بأحجام 4' x 2', 3' x 2' أو 2' x 2'، التي يمكن وضعها في تجاويف سقفية شبكية بنفس الأبعاد. تحوي الوحدات غالبًا مصفاة أولية بالإضافة إلى مصفاة هيبّا (هواء جسيمي عالي الكفاءة)، أو مصفاة هواء جسيمي شديد الانخفاض (يو إل بي إيه أو أولبّا) أو مصفاة قيمة إبلاغ كفاءة دنيا (ميرف). تستخدم المروحة ذات المحرك لسحب الهواء عبر المصافي للتوزيع إلى غرف أو محطات عمل مغلقة كطاولات العمل المغلقة. يُتحكم بسرعة المروحة عادةً عن طريق محرك خطوي أو بمقاومة متغيرة للمحرك. تحدد مستويات النظافة المرغوبة المصفاة المستخدمة: تزيل مصافي هيبّا الجسيمات بطول 0.3 ميكرومتر أو أكبر بكفاءة 99.99%، في حين تزيل مصافي أولبّا الجسيمات بطول 0.12 ميكرومتر أو أكبر بكفاءة 99.999%. تصمم وحدات مراوح التصفية لجريان الهواء الصفائحي، بما أنها مطلوبة في بيئات حرجة. يُعد الهواء المتحكم به المتدفق باتجاه منتظم وسرعة منتظمة (حاملًا الجسيمات الميكروية) أنظف من الهواء المضطرب الذي يتدفق بعدة اتجاهات أو بسرعات غير منتظمة. تسبب تيارات إيدي التي يسببها الجريان المضطرب استقرار الجسيمات الصغرية الملوثة على الأسطح النظيفة.

## الاستخدامات
تُصمم وحدات مراوح التصفية بأحجام 4' x 2' or 2' x 2' لتوضع في تجاويف شبكة السقف ذات الأبعاد المشابهة. تستخدم الشبكات السقفية ذات تجاويف الأحجام القياسية التي تطابق أبعاد وحدات مراوح التصفية لبناء الغرف النظيفة. اعتمادًا على متطلبات النظافة في المساحة المتحكم بها، يمكن إضافة المزيد من وحدات مراوح التصفية إلى الشبكة لتحقيق معايير المنظمة الدولية للمعايير (إيزو) لسرعة جريان الهواء ومرات تجديد الهواء لكل ساعة. يمكن استخدام وحدات مراوح التصفية مكان وحدة إعادة تدوير هواء أكثر تقليدية كنظام الهواء ذي مجاري الهواء (الدكتات) أو النظام الحيزي (أخاديد داخلية للهواء) لدفع الهواء. بما أن وحدات مراوح التصفية تتطلب مساحة فوق شبكة السقف (13" لهيكل وحدة مروحة التصفية بالإضافة إلى 1-2 قدم من المساحة «الخالية» المملوءة بالهواء)، يشيع استخدام الأخاديد للغرف النظيفة المقيدة من حيث الارتفاع؛ فهي أنظمة الهواء الوحيدة التي تعمل في التصاميم ذات الأبعاد الداخلية الصغيرة للطابق. كذلك، حين تُركب أقل من 20 مصفاة في غرفة فإن وحدة مروحة تصفية بمصفاة هيبّا تغذيها مروحة تعتبر أقل تكلفة من نظام تغذية أكثر تقليدية يستخدم مجاري الهواء. حين تُطلب بيئة صغرية من الهواء النظيف يمكن استخدام وحدات مراوح التصفية لبناء مساحات عمل مغلقة، أو حجرات جريان صفائحي. بتطبيق نفس مبدأ شبكات الغرف النظيفة الأكبر، يمكن وضع وحدات مراوح التصفية مباشرةً في شبكة قائمة بذاتها فوق المساحة التي تتطلب الهواء النظيف. في الحقيقة، تستخدم هذه الطريقة أيضًا في تنميش رقاقات السيليكون في مجال صناعة أنصاف النواقل.